# Enigmail
Enigmail è un'estensione open source per il client e-mail della suite Mozilla / Netscape e - fino alla versione 68 - per Mozilla Thunderbird (Enigmail non funziona più su Thunderbird a partire dalle versioni successive mentre è supportato da Postbox, un client di posta commerciale disponibile per Windows e macOS e da Interlink Mail & News un client di posta open source gratuito disponibile per Windows e Linux. Gli sviluppatori di Thunderbird hanno implementato il supporto OpenPGP direttamente in Thunderbird). Enigmail permette agli utenti di utilizzare il sistema di autenticazione e cifratura offerto dallo standard OpenPGP facendo uso dell'implementazione offerta da GnuPG.
Principali caratteristiche:
- Cifratura/Firma delle mail inviate, Decifrazione/Autenticazione delle mail ricevute
- Supporto per la cifratura inline-PGP (RFC 2440) e PGP/MIME (RFC 3156)
- Gestione multiutente della cifratura, delle firme e delle preferenze
- Possibilità di creare regole per automatizzare la firma e la cifratura dei messaggi

Trattandosi di un'estensione per i software Mozilla, può essere utilizzato su Windows, Macintosh e Linux. Enigmail è un front-end di GnuPG, anch'esso open source e multipiattaforma, che deve essere presente sul calcolatore, e che per la declinazione Windows può essere installato attraverso il bundle Gpg4win.